# Јунски Боотиди
Јунски Боотиди су варијабилан метеорски рој, најчешће број метеора овог роја једва прелази праг детекције, али се повремено јављају пљускови (1998. ЗХР је био 50 — 100, а 23. јуна 2004. 20 — 50). Претходна повећања активности су забележена 1916, 1921. и 1927. године. И матично тело Јунских Боотида, комета 7P/Pons-Winnecke, као и метеороиди овог роја су под јаким утицајем Јупитера, који им мења орбите доводећи их повремено у близину Земљине орбите. Претпоставка да се значајан број метеороида Јунских Боотида налази у резонанци 2:1 са Јупитером била је основа за претпоставку да ће 2004. године бити појачана активност овог роја, што се и догодило. Комета 7P/Pons-Winnecke има период револуције од 6,38 година, што такође утиче на ЗХР Јунских Боотида. Упркос малом броју метеора који припадају овом роју (осим у годинама пљускова), нема много опасности од мешања метеора роја са спорадицима, због велике удаљености радијанта од апекса и изразито мале брзине Јунских Боотида.